# زربيل
زربيل هي قرية في مقاطعة كليبر، إيران. عدد سكان هذه القرية هو 243 في سنة 2006.